# Marianne Hoppe
Marianne Hoppe (* 26 de abril de 1909, Rostock - 23 de octubre de 2002, Siegsdorf, Traunstein, Baviera) fue una actriz de cine y teatro alemana.

## Biografía
Nacida en Rostock, perteneció a una familia aristocrática. La educaron institurices y maestros privados en las posesiones de su padre, posteriormente estudió en Berlín y en Weimar,
A los 17 años debutó en el Deutsches Theater berlinés dirigida por Max Reinhardt.
Su actuación en la película Der Schimmelreiter (1933) la convirtió en una estrella gracias a sus facciones arias, Hoppe fue a partir de entonces el modelo ideal para los nazis.
En 1935 fue contratada por el controvertido actor y director homosexual Gustaf Gründgens, con quien se casó en 1936, el matrimonio por conveniencia se disolvió al final de la guerra. Uno de los personajes del film Mephisto está basado en ella así como el central en la figura de Gründgens, quien tuvo contacto con la elite nacionalsocialista gozando de favores y privilegios. Siendo incluida en la Gottbegnadeten-Liste por Goebbels.
Hoppe desarrolló un método de actuación con el que se la asocia todavía.
Cuatro años después de separarse de Gründjens, triunfó como Blanche Dubois en Un tranvía llamado Deseo de Tennessee Williams', dedicándose al teatro de vanguardia de Heiner Muller (Quartett, 1994) y Thomas Bernhard, quien se convirtió en su pareja.
Fue favorita de directores como Claus Peymann, Robert Wilson y Frank Castorf.
Murió de causas naturales a los 93 años en Siegsdorf, Baviera.
El director del Berliner Ensemble, dijo "El teatro alemán perdió su reina", había sido en ese teatro donde se presentó por última vez en La resistible ascensión de Arturo Ui de Bertolt Brecht en 1997."

## Premios y honores
1965 Bambi (premio)
1975 Großes Verdienstkreuz des Verdienstordens der Bundesrepublik Deutschland
1976 Hermine-Körner-Ring
1981 Goldene Kamera
1986 Bayerischer Maximiliansorden für Wissenschaft und Kunst
1986 Kunstpreis Berlin
1987 Filmband in Gold für langjähriges und hervorragendes Wirken im deutschen Film
1988 Deutscher Darstellerpreis des Bundesverbandes der Fernseh- und Filmregisseure
1989 Bayerischer Fernsehpreis für das Fernsehspiel Bei Thea (ZDF)
1992 Silbernes Blatt der Dramatiker Union
2000 Goldene Kamera
1996 Bavarian Film Awards

## Filmografía selecta
- Der Schimmelreiter (1934)

- Kapriolen (1937)

- Der Schritt von Wege (1939)

- Romanze in Moll (1943)

- The Strange Countess (1961)

- Der Schatz im Silbersee (1962)

- Wrong Move (1975)

- Bei Thea (1988)

## Documentales
- Die Königin(La Reina) – Marianne Hoppe, 1999/2000, Regie: Werner Schroeter

## Biografías
- Carola Stern: An den Wassern des Lebens. Gustaf Gründgens und Marianne Hoppe. Köln: Kiepenheuer & Witsch 2005, ISBN 3-462-03604-1

- Petra Kohse: Marianne Hoppe. Eine Biografie. Berlín: Ullstein 2001. ISBN 3-89834-028-7

- Birgit Pargner: Marianne Hoppe. Erst Schönheit, dann Klugheit und dann das helle saubere Herz. Leipzig: Henschel 2009, ISBN 978-3-89487-646-3